# ديانا الخميس
ديانا الخميس (ولدت في الاردن في 11 أكتوبر 1988)، هي اعلامية سعودية و ناشطة في مجال حقوق الإنسان. حصلت على بكالوريوس الصحافة والأعلام قسم الإذاعة والتلفزيون و ماجستير علم الفلسفة من الأردن. في عام 2020 أطلقت مبادرة كلنا انسان لمحاربة العنصرية ولها نشاطات واسعة في هذا المجال، حيث عملت متطوعة في مؤسسات وجمعيات خيرية متنوعة.
بدأت ديانا حياتها المهنية في مجال الإعلام منذ أن كانت طالبة وتنقلت في عدة مؤسسات إعلامية، كما عملت في مجال الدوبلاج للمسلسلات والكرتون في عام 2006 وفي بداية فترة دراستها الجامعية انتقلت كمتدربه في قناة العربية وكانت تعمل على اعداد التقارير الاخبارية وفي عام 2008 عملت بمنصب رئيسة تقييم الجوائز لدى ملتقى الإعلاميين الشباب العرب، وشغلت منصب أصغر رئيسة تحرير للصحيفة الإلكترونية كواليس نيوز. وكانت الانطلاقة الكبرى لديانا من خلال العمل في إذاعة  إم بي سي عام 2010، حيث عملت مقدمة ومعدة لبرامج مختلفة، وساهمت في تدريب المذيعين على إعداد الأخبار وقراءتها، كما قدّمت نشرات الاخبار السياسية والاقتصاديه والرياضية وأيضًا مجموعة من البرامج المتنوعة أهمها، تو النهار، وصباحكم سعودي، وحبايب، وسهرة الخميس مع ديانا الخميس، وتدلل، والسهرة بأولها، ومن الآخر - وهو برنامج متخصص في إدارة الأعمال للشباب. كما سجّلت الفواصل الإعلانية بصوتها في مجموعة إم بي سي و قناة وناسة التابعة لها كفويس اوفر، وكانت مسؤولة عن أخبار الإذاعة، وعن الإعلام الاجتماعي الخاص بالإذاعة.